# 玛格丽特·肯尼迪
玛格丽特·摩尔·肯尼迪（Margaret Moore Kennedy 1896年4月23日—1967年7月31日）是一名英国小说家、剧作家，成名作《永恒的少女》（The Constant Nymph，1924） 。

## 生平
她出生于英国伦敦海德公园门，是家中长女，曾就读于切尔滕纳姆女子学院（Cheltenham Ladies' College），1915年进入牛津大学萨默维尔学院学习历史，她的第一部著作就是一本历史书《革命世纪》（A Century of Revolution，1922）。1925年6月20日结婚，婚后育有一子两女。1967年7月31日，她在英国牛津郡阿德伯里去世。